# Lloyd Searwar
Lloyd Aloysius Searwar (ur. 28 lipca 1925 w Georgetown, zm. 2 kwietnia 2006) – gujański dyplomata, polityk, pisarz, twórca Theatre Guild.

## Życiorys
Naukę pobierał w Modern High School. W 1944 roku został zatrudniony jako urzędnik w General Register Office, gdzie wydawał świadectwa urodzenia i śmierci. Dużo czytał i zainicjował powstanie kółka literackiego którego spotkania odbywały się co dwa tygodnie w Public Free Library przy Main Street, w Georgetown. W spotkaniach uczestniczył m.in.: ks. Francis Fenn, Colin Franker, Clement Brandt, Cheddi i Janet Jagan i Arthur Seymour. Lloyd Searwar dołączył również do Young Men's Guild, grupy stworzonej przez E.A.G. Pottera, która dyskutował o bieżących sprawach społecznych i politycznych.
Kolejno otrzymał pracę w Bureau of Public Information (BPI), które przekształciło się w Government Information Service (GIS) – agencję informacyjną angielskiego rządu. W latach 1951–52 przebywał na uniwersytecie w Oxfordzie w ramach stypendium otrzymanego od British Council, aby uzyskać dyplom z dziedziny polityki i ekonomii. Po powrocie do Gujany wszedł w skład zespołu pionierów informacji publicznej, wraz z takimi osobami jak Carlotta Croal, Celeste Dolphin, Victor Forsythe, Lorna McArthur i Arthur Seymour. W epoce, w której radio było nie tylko nowością, ale głównym środkiem komunikacji masowej, wartości kulturowej pracy zespołu miały duże znaczenie dla rozwoju narodu gujańskiego. Oprócz pracy informacyjnej zespół przeprowadził badania i transmisje na temat historii i folkloru Gujany, zwłaszcza w wiejskich społecznościach przybrzeżnych.
Searwar awansował na Chief Information Officer i w GIS pracował do 1966 roku. Przeniósł się do Ministerstwa Spraw Zagranicznych (wówczas znanego jako Ministerstwo Spraw Zewnętrznych). Pracował pod rządami Shridatha Ramphala, wówczas ministra stanu. Jedną z jego ważnych inicjatyw była publikacja czasopisma „Guyana Journal”, wciąż cennego źródła informacji dla naukowców na temat polityki zagranicznej Gujany i stosunków międzynarodowych. W latach 1970–71 przebywał na stypendium rządu brytyjskiego na University of Sussex, gdzie uzyskał tytuł magistra stosunków międzynarodowych. W Ministerstwie Spraw Zagranicznych awansował do rangi ambasadora i podróżował jako członek wielu oficjalnych delegacji. Jako członek zespołu dyplomatów kierowanego przez Shridatha Ramphala brał udział w spotkaniach Zgromadzenia Ogólnego Organizacji Narodów Zjednoczonych i innych agencji ONZ oraz międzynarodowych organizacji Trzeciego Świata, takich jak: Non-Aligned Movement, Grupa 77 i Caribbean Community (CARICOM) Heads of Government.
Działalność Lloyda Searwara na polu stosunków międzynarodowych ugruntowała jego pozycję. Został mianowany Visiting Fellow w Ford Foundation Fellowship w Institute of International Relations (IIR) na University of the West Indies (UWI) w St. Augustine, Trynidad i Tobago oraz koordynatorem Post-Graduate Diploma na międzynarodowych studiach University of Guyana (UG). W latach 1998–2001 byłby pierwszym dyrektorem Foreign Service Institute w Ministerstwie Spraw Zagranicznych.
Jego doświadczenie jako dyplomaty i współpraca z różnymi instytucjami uniwersyteckimi zaowocowało wieloma publikacjami w czasopismach, wydał także kilka własnych książek. Angażował się także w życie kulturalne Gujany. W 1957 roku razem z Arthur Hemstock i Bertie Martin powołali do życia Theatre Guild, którego został pierwszym przewodniczącym. Theatre Guild był wówczas uznawany za wiodący ruch teatrów regionalnych. Przez wiele lat spotykał się ze swoimi przyjaciółmi raz w miesiącu w swoim i ich domach na kolacjach, gdzie debatowali o sprawach ważnych dla Gujany i o literaturze. Do grona tego należał m.in.: założyciel pierwszej prywatnej gazety „Stabroek News” David de Caires, Ian Mc Donald, Miles Fitzpatrick, Kenneth King, Rupert Roopnarine, Hugh Cholmondeley, generał dywizji Joseph Singh i brygadier David Granger.

## Publikacje

### Artykuły
- The Security of Small States
- Foreign Policy Decision-Making in the Commonwealth Caribbean
- Westminster in the Sun
- Non-Alignment in the Nineties
- The Superpowers and Conflict in the Caribbean Basin
- Notes towards the Definition of a New Diplomacy for Survival

### Publikacje książkowe
- Cooperative Republic Guyana: A study of Aspect of Our Way of Life, 1970
- Administration of foreign relations, 1974
- Dominant Issues in the Role and Responses of Caribbean Small States, w: Peace, Development and Security in the Caribbean, pod red. Anthony T. Bryan, Edward J. Greene, Timothy M. Shaw
- They came in ships: an anthology of Indo-Guyanese prose and poetry, razem z: Joel Benjamin, Laxmi Kallicharan, Ian McDonald, 1998
- Vincent Roth, a Life in Guyana: Vincent Roth, a Life in Guyana, Volume 1 Young Man’s Journey, 1889-1923 v. 1 - przedmowa, 2004